# あそ型巡視船

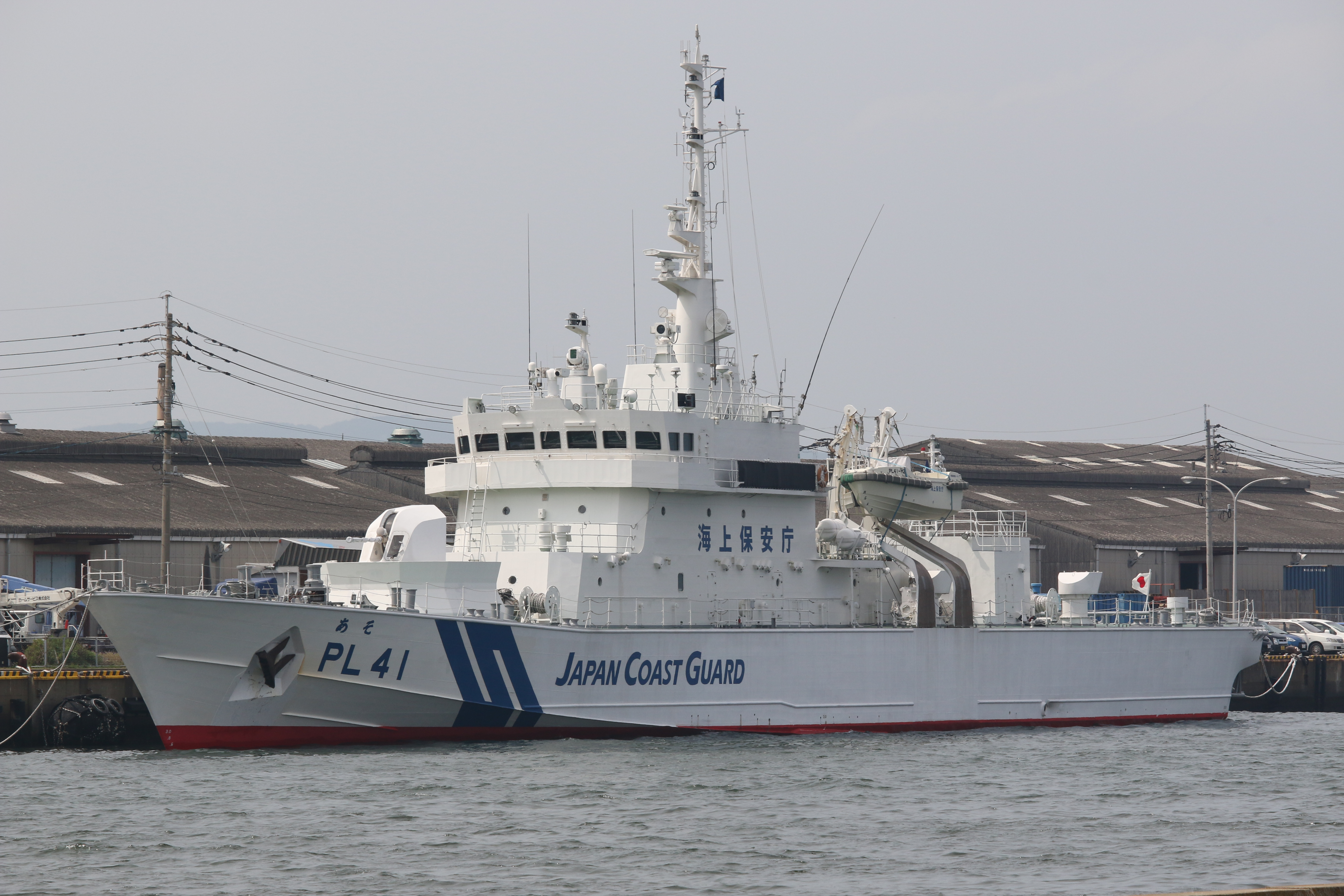
PL41 あそ

あそ型巡視船（あそがたじゅんしせん、英語: Aso-class patrol vessel）は、海上保安庁の巡視船の船級。分類上はPL（Patrol vessel Large）型、公称船型は1,000トン型。
予算要求時には高速高機能大型巡視船とも称されていた。建造費用は1隻あたり約53億円である。

## 来歴
1999年の能登半島沖不審船事件で出動した高速巡視艇は、船型過小のために外洋域で高速を維持できず、高速で逃走する不審船を追尾しきれなかった。この反省から、海上保安庁では、まず外洋域で高速を維持できる小型巡視船として同年度（平成11年度）の第2次補正計画で高速特殊警備船3隻を建造した。
また平成14年度計画では、改2-900トン型PL「むろと」の代船として1,000トン型PLの建造が盛り込まれていたが、こちらについても、不審船対処とともに、東シナ海および九州北方海域で、外国漁船の監視や不法入国・薬物密輸の取り締まりにあたることも視野に入れて、速力や操船性能の向上が企図されることになった。これによって建造されたのが本型のネームシップである。
その後、平成14年度予算の内示を受けた翌日、九州南西海域工作船事件が発生した。この事件で、不審船が予想以上に重武装であることが判明したことから、単独の巡視船ではなく、ユニット単位で対応する体制が整備されることになった。事件の教訓を反映して、ネームシップの設計・艤装が改正されるとともに、本型は、そのユニットの一員として期待されるようになった。当初、警備救難部では、2,000トン型PL 1隻を指揮船として、本型2隻、高速特殊警備船3隻でユニット（機動船隊）を構成し、これを5隊整備することを構想した。しかし予算当局の査定を受けた結果、太平洋岸に配備予定だった2隊が削られるとともに、各ユニットからも1,000トン型1隻と高速特殊警備船1隻が削られて、4隻×3隊の整備となった。このため、本型も、平成15年度計画で2隻が追加建造されるにとどまった。

## 設計
上記の経緯より、本型は、北朝鮮の工作船に対処できる速力と武装を有する高速高機能大型巡視船として開発された。このことから、従来の1,000トン型PLがいずれも排水型であったのに対し、本型では半滑走型の高速船型が採用された。また船殻重量軽減のため、250フィート級の大型船であるにもかかわらず、船体は総アルミニウム合金製とされた。これは、総アルミの船体としては、当時世界最大のものであった。また推進器もウォータージェット推進とされている。
なお、2・3番船では、設計にあたり「高速船の安全に関する国際規則2000」（HSCコード）が適用された。このため、船橋構造や後部の吸気室など、艤装の一部が変更されている。

## 装備
主兵装としては、当初は30mm口径のブッシュマスターIIを、従来のエリコン 90口径35mm単装機関砲と同様の単装砲塔に組み込んで搭載する予定であった。これは、赤外線捜索監視装置と連動することで射撃管制機能（FCS）を備え、精確な射撃を可能とすることとなっていた。
しかし九州南西海域工作船事件では、巡視船に対してRPG-7対戦車擲弾発射器が発射され、更に自沈した工作船を引き上げたところ、82mm無反動砲や携帯式防空ミサイルシステムのように、従来考えられていたよりも長射程で強力な兵器を搭載していたことが判明した。これらの兵器をアウトレンジして、遠距離（概ね5,000m以上）から威嚇射撃を行えるように、長射程の武装を搭載することが求められたことから、より大口径で長射程のボフォースMk.3 70口径40mm単装機関砲に変更された。
センサとしては、FCSの一部となる赤外線捜索監視装置のほか、レーダーや遠隔監視採証装置を備えている。また船橋後部の舷側には夜間でも使用可能な停船命令等表示装置（電光掲示板）を装備した。

## 運用
| 計画年度 | #     | 船名     | 船名の由来 | 造船所                     | 起工           | 進水           | 竣工          | 所属           | 備考 |
| -------- | ----- | -------- | ---------- | -------------------------- | -------------- | -------------- | ------------- | -------------- | ---- |
| 平成14年 | PL-41 | あそ     | 阿蘇山     | 三菱重工業下関造船所       | 2003年12月18日 | 2004年10月28日 | 2005年3月15日 | 福岡(第七管区) |      |
| 平成15年 | PL-42 | でわ     | 出羽山地   | ユニバーサル造船京浜事業所 | 2004年4月5日   | 2005年5月9日   | 2006年4月12日 | 秋田(第二管区) |      |
| 平成15年 | PL-43 | はくさん | 白山       | ユニバーサル造船京浜事業所 | 2004年4月5日   | 2005年10月5日  | 2006年4月12日 | 金沢(第九管区) |      |

※巡視船は配属変更に伴って名称を変更することがあるため、上記の名称・所属先は現時点でのものである。

## 登場作品
『異時空自衛隊』
第1巻に「はくさん」が登場。竹島近海で韓国の測量船を取り締まっていた最中、突如として飛来したF-15Kから空対艦ミサイルによる攻撃を受けてしまう。